# Los Angeles Dodgers
Los Angeles Dodgers (en español, Dodgers de Los Ángeles) son un equipo profesional de béisbol de los Estados Unidos con sede en Los Ángeles, California. Compiten en la División Oeste de la Liga Nacional (NL) de las Grandes Ligas de Béisbol (MLB) y juegan sus partidos como locales en el Dodger Stadium, ubicado en el barrio angelino de Elysian Park. 
Fundado en 1883 en Brooklyn, Nueva York, el equipo se unió a la Liga Nacional (NL) en 1890 como Brooklyn Bridegrooms y usó otros apodos antes de establecerse como Brooklyn Dodgers en 1932.  Desde la década de 1940 hasta mediados de la década de 1950, los Dodgers desarrollaron una feroz rivalidad con los New York Yankees, ya que los dos clubes se enfrentaron en la Serie Mundial siete veces, y los Dodgers perdieron los primeros cinco enfrentamientos antes de derrotarlos para ganar el primer título de la franquicia en 1955. Los Dodgers hicieron historia al romper la barrera racial en el béisbol en 1947 con el debut de Jackie Robinson, el primer afroamericano en jugar en las Grandes Ligas desde 1884. Otro hito importante se alcanzó en 1956 cuando Don Newcombe se convirtió en el primer jugador en ganar el premio Cy Young y el MVP de la Liga Nacional en la misma temporada.
Después de 68 temporadas en Brooklyn, el dueño y presidente de los Dodgers, Walter O'Malley, trasladó la franquicia a Los Ángeles antes de la temporada de 1958.  El equipo jugó sus primeras cuatro temporadas en el Los Angeles Memorial Coliseum  antes de mudarse a su actual hogar del Dodger Stadium en 1962.  Los Dodgers encontraron un éxito inmediato en Los Ángeles, ganando la Serie Mundial de 1959. El éxito continuó en la década de 1960; sus lanzadores estrella Sandy Koufax y Don Drysdale fueron las piedras angulares de los títulos en 1963 y 1965. En 1981, el lanzador mexicano novato Fernando Valenzuela se convirtió en una sensación y llevó al equipo a un campeonato; es el único jugador en ganar los premios Cy Young y Novato del Año en la misma temporada.
Los Dodgers volvieron a salir victoriosos en 1988, derrotando a su gran favorito oponente en cada serie y convirtiéndose en la única franquicia en ganar múltiples títulos en la década de 1980.  Luego vino una sequía de campeonatos de 32 años, a pesar de 12 apariciones en postemporada en un lapso de 17 años y ocho títulos divisionales consecutivos de 2013 a 2020. Se rompió cuando los Dodgers ganaron la Serie Mundial de 2020. Los Dodgers firmaron a la sensación mundial Shohei Ohtani en 2024, quien estableció récords de liga y franquicia con el equipo en camino a su octavo título de Serie Mundial esa temporada.
Los Dodgers son una de las franquicias más exitosas e históricas de las Grandes Ligas, han ganado ocho campeonatos de la Serie Mundial y un récord de 25 banderines de la Liga Nacional. Once ganadores del premio al Jugador Más Valioso de la Liga Nacional han jugado para los Dodgers, ganando un total de 14. Ocho ganadores del premio Cy Young han lanzado para el club, ganando un total de 12, por mucho, la mayor cantidad de cualquier franquicia de las Grandes Ligas. Los Dodgers cuentan con 18 ganadores del premio al Novato del Año, el doble que el siguiente club. Esto incluye cuatro Novatos del Año consecutivos de 1979 a 1982 y cinco consecutivos de 1992 a 1996.
Hoy en día, los Dodgers se encuentran entre los equipos más populares de las Grandes Ligas de Béisbol, disfrutando de un gran apoyo de los fanáticos tanto en casa como fuera de casa;  son ampliamente vistos como uno de los equipos más dominantes de la Liga Nacional. Mantienen una feroz rivalidad con los Gigantes de San Francisco que se remonta al inicio de los dos clubes en la ciudad de Nueva York, así como una rivalidad más reciente con los Astros de Houston de la Liga Americana debido a la controversia sobre el escándalo de robo de señales de los Astros en la Serie Mundial de 2017. A partir de 2024, Forbes clasificó a los Dodgers en segundo lugar en la valoración de la franquicia de la MLB con $ 5.45 mil millones.

## Historia

### 1884-1957: Brooklyn

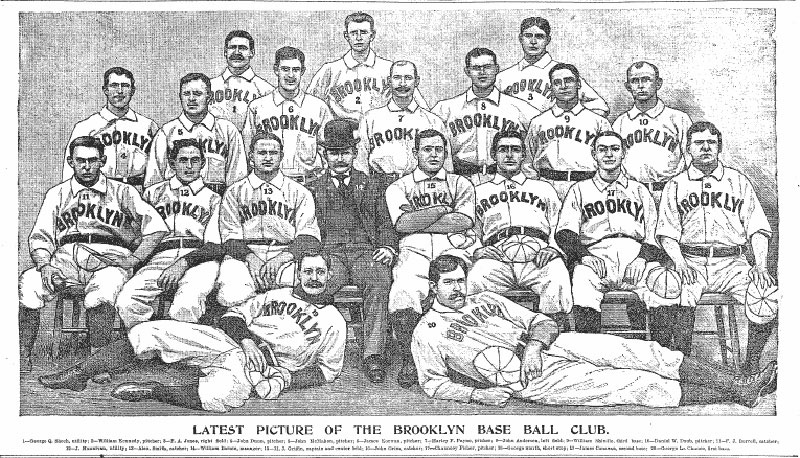
Los Brooklyn Bridegrooms de 1897.

El inicio del béisbol en el barrio de Brooklyn en Nueva York, se remonta al año 1849 cuando un club a cargo de Charles Byrne jugaba en la Liga Interestatal. Posteriormente el club participó en la Asociación Americana, en la que ganó un título en 1889. El equipo tenía como sede el Washington Park, y para 1890 se trasladaron a la Liga Nacional. En ese tiempo los jugadores de Brooklyn eran conocidos como los «Bridegrooms» (prometidos), ya que varios habían contraído matrimonio poco tiempo atrás.
El año del debut en la Liga Nacional fue exitoso, al adjudicarse el título con récord de 86 victorias y 43 derrotas; y llegaron a enfrentar en una serie de postemporada a los Louisville Colonels, la que terminó en empate debido a los obstáculos del mal tiempo y las largas distancias. Además, el apodo de los «Trolley Dodgers» (en referencia a los peatones que esquivaban a los trolebuses), después acortado a «Dodgers», también empezó a establecerse, pues Brooklyn se caracterizaba por el complejo sistema de trolebuses que la rodeaba. Al final de la década, en 1899, se alzaron otro título de la liga.
El siglo XX inició con otro título de la liga para Brooklyn, precisamente en 1900 y bajo la dirección del mánager Ned Hanlon, y con Charles Ebbets como el presidente de la institución. Sin embargo, el equipo cayó en decadencia, cuando al formarse la Liga Americana varios de sus jugadores estelares fueron contratados por equipos de esta organización. De hecho, terminaron en el último puesto de la liga en 1905.
Para el año 1912 comenzó a erigirse la nueva sede de los Dodgers, que fue bautizado como Ebbets Field en honor de su presidente. En 1914 el equipo también inició una nueva era bajo el mando de Wilbert Robinson, quien se mantendría en el banquillo hasta 1931. Él era llamado «Uncle Robbie», y era tanta su popularidad que el equipo se conoció también como los «Robins». El año 1916 fue su primera temporada de éxito al llegar a disputar la primera Serie Mundial ante los Boston Red Sox, la que perdieron en cinco juegos. En ese momento sus jugadores estelares eran el jardinero Casey Stengel y el lanzador Josh Pfeffer; otro jugador destacado era Jake Daubert quien ganó el primer galardón de «Jugador más valioso» en 1913. Por otra parte, una fuerte rivalidad dio comienzo entre directivos y aficionados de Brooklyn y los New York Giants.
El año 1920 Brooklyn ganó otro banderín de la liga pero cayó en la Serie Mundial ante Cleveland Indians en siete juegos (2-5). No volverían a una postemporada hasta 1941. Pese a todo, un jugador destacado de aquella década de 1920 quedaría en la historia del club: el lanzador Dazzy Vance que ganó el reconocimiento de «Jugador más valioso» en 1924, la «triple corona» en 1925, y lideró la liga con el mejor porcentaje de carreras limpias permitidas en tres ocasiones (1924, 1928 y 1930), entre otros triunfos.  Otros sucesos fueron el fallecimiento del presidente Charles Ebbet en 1925; y el retiro del club de Zack Wheat en 1926, quien había iniciado su carrera en Brooklyn en 1909.
Los años 1930 fue una época descolorida para los Dodgers, y la irregularidad también se dejó notar en la dirección del equipo, pues al retirarse Wilbert Robinson, cuatro mánagers ocuparon el puesto en lo que restaría de la década. El único cambio relevante ocurrió en las oficinas ejecutivas, pues en 1938 llegó —primero como vicepresidente y después como presidente— Larry McPhail, quien introdujo cambios en la organización. Durante su administración se realizaron mejoras en el Ebbet's Field, y además se contrató a Babe Ruth como entrenador de primera base.
En 1941 los Dodgers volvieron a la palestra con el tercer título de la liga, con un formidable récord de 100 victorias y 54 derrotas, y enfrentaron por primera vez en la Serie Mundial a los New York Yankees. Entre sus filas tenían a Pete Reiser que tuvo una formidable temporada a la ofensiva, pero fue Dolph Camilli quien se adjudicó el reconocimiento de «Jugador más valioso» de la liga. Sin embargo, los Dodgers cayeron derrotados ante los Yankees en cinco juegos (1-4).
1942 fue otro gran año, ya que mejoraron su récord de 100 victorias (lograron 104), pero no superaron a los St. Louis Cardinals que se adjudicaron el banderín de la liga con 104 triunfos. Tras haber concluido la Segunda Guerra Mundial, Brooklyn terminó empatado en la temporada de 1946 con los Cardinals con registro de 90-60, por lo que ambos disputaron la primera serie de desempate de la historia, que fue ganada por los de St. Louis.
La temporada de 1947 fue histórica para Brooklyn. Ese año, contrataron a Jackie Robinson, el primer jugador afroamericano en las Grandes Ligas; quien demostró en el campo de juego su valía y se adjudicó el primer galardón al «Novato del año». Además, los Dodgers se adjudicaron el cuarto banderín de la liga, aunque volvieron a sucumbir ante los Yankees en la Serie Mundial esta vez en siete juegos (3-4). Esta historia se volvería a repetir en 1949: los Dodgers ganaron la liga, y fueron batidos por los Yankees en cinco juegos. Pese a todo, los reconocimientos individuales llegaron para Robinson como el «Jugador más valioso», y para Don Newcombe como el «Novato del año».

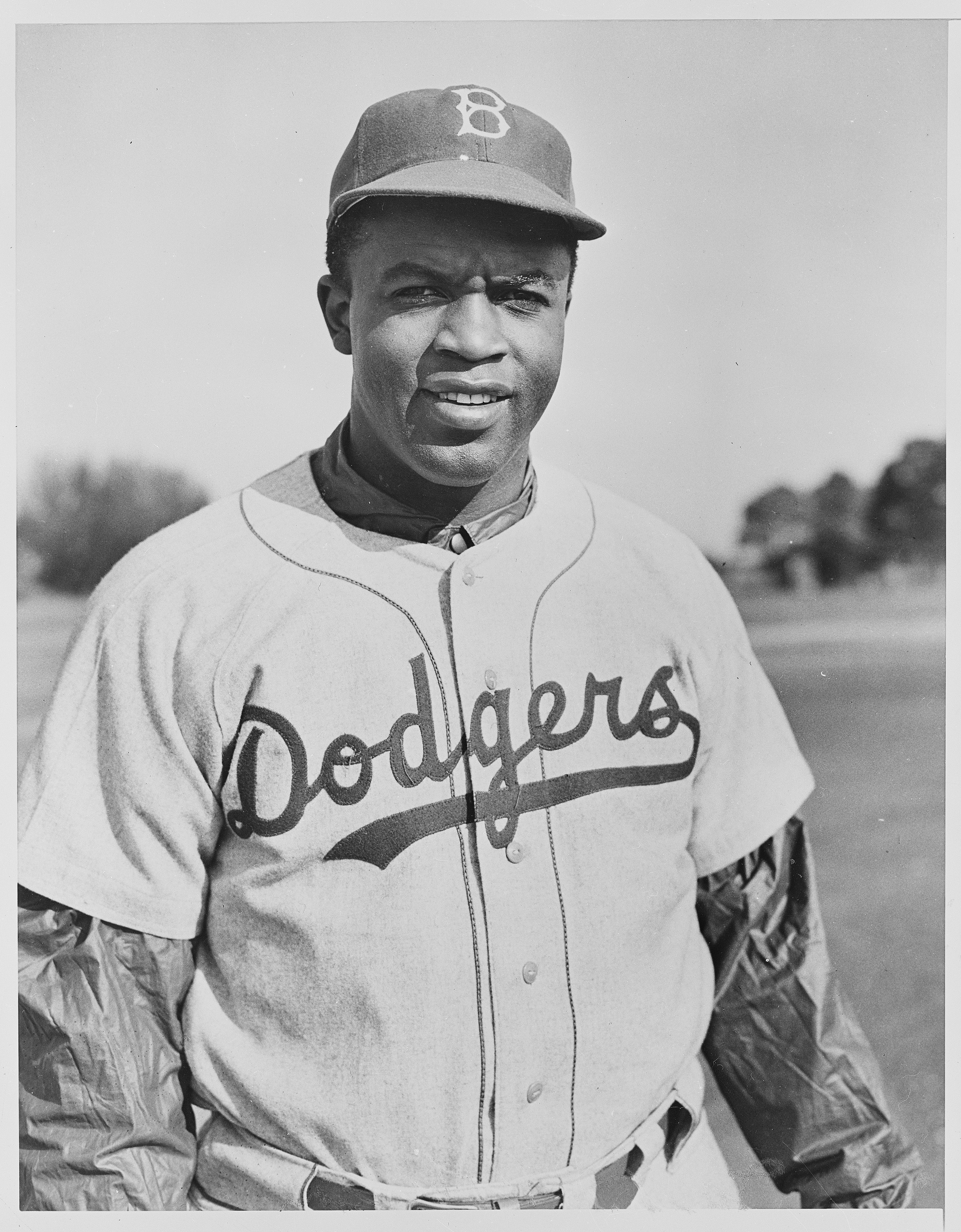
Jackie Robinson en 1950.

En los años 1950 ocurrieron dos hechos trascendentales en la historia de los Dodgers; pero antes cabe destacar la llegada a la presidencia de la entidad de Walter O'Malley, quien mantendría esa posición por veinte años. Iniciando su administración, los Dodgers lograron los títulos de la liga de 1952 y 1953, esta última con récord de victorias de 105, pero ambas temporadas tuvieron como desenlace la derrota en la Serie Mundial ante los Yankees. Pese a las frustraciones, el grupo tenía a buenos jugadores que se conocieron como los «muchachos del verano», que incluía a Jackie Robinson, Pee Wee Reese, Roy Campanella, Gil Hodges, Carl Furillo, Don Newcombe, Carl Erskine, Jim Gilliam, Duke Snider, Preacher Roe y Clem Labine.
El año 1954 llegó a tomar las riendas del club Walter Aston, quien lo haría por 23 temporadas, y bajo su mando se alcanzó el primer hito histórico de la década: en 1955, y tras ganar el banderín de la liga, pudieron por fin ganar la Serie Mundial ante los Yankees en siete juegos. Ambos volvieron a encontrarse en 1956, y en una emocionante serie que llegó otra vez a los siete juegos, los Yankees se alzaron con el título. Esa temporada Don Newcombe ganó por primera vez en la historia de las Grandes Ligas los galardones de «Jugador más valioso» y el premio Cy Young

### 1958-1979: Traslado a Los Ángeles
Para 1957 sucedió el otro hecho significativo en las efemérides del club. En ese tiempo, las voces del traslado de los Dodgers a una nueva sede en la costa oeste del país se hacían sentir. El mismo O'Malley había querido un nuevo estadio en Brooklyn, pero las condiciones no se habían logrado, por lo que en octubre de ese año los Dodgers anunciaron su mudanza a la ciudad de Los Ángeles, donde realizaron la campaña de 1958.
El primer juego tuvo lugar en el Memorial Coliseum el 18 de abril frente a 78 672 espectadores con una victoria ante los Giants, quienes también se habían trasladado su sede a la costa oeste, específicamente a la ciudad de San Francisco. Ya en el siguiente año, los aficionados angelinos pudieron celebrar el segundo título de la franquicia al batir a los Chicago White Sox en seis juegos. En dicha serie, el lanzador Larry Sherry fue reconocido como el «Jugador más valioso» de la Serie Mundial.
Los años 1960 también fueron memorables para la historia del club. En primer lugar, después de cuatro temporadas jugando en el Memorial Coliseum de Los Ángeles, el año 1962 el equipo se mudó a su nueva casa: el flamante Dodger Stadium que tenía una capacidad para 56 mil espectadores. Esa temporada de estreno empataron el primer lugar de la Liga con 102 victorias junto a los Giants, pero perdieron la serie de play off para llegar a la Serie Mundial. Pese a todo, a nivel individual descollaron las figuras de Don Drysdale que se llevó el reconocimiento del premio Cy Young; Maury Wills que fue reconocido como «Jugador más valioso»; Tommy Davis quien se adjudicó el título de bateo de la liga; y Sandy Koufax que obtuvo el mejor promedio de carreras limpias permitidas.
Precisamente, Koufax fue clave para la obtención del título de la liga en 1963. Con un destacado récord de 25 victorias y 5 derrotas, 1.88 de ERA y 306 ponches en la temporada regular, lideró también a los Dodgers con dos triunfos para el tercer título de Serie Mundial ante los Yankees, a quienes barrieron en cuatro juegos. El equipo retornó al «clásico de otoño» en 1965 y 1966. En el primero de ellos enfrentó a los Minnesota Twins, y la serie se alargó a siete juegos, siendo Koufax el lanzador ganador de la última partida con una blanqueada de 2-0 que le dio a los angelinos el cuarto título de Serie Mundial. En la otra Serie Mundial cayeron ante los Baltimore Orioles por barrida.
Otros peloteros destacados en esa década fueron los lanzadores Don Drysdale, Johnny Podres, y Ron Perranoski; y a la ofensiva descollaron Tommy Davis, Willie Davis, Frank Howard y John Roseboro.

#### Los años de Tommy Lasorda
En 1970, Peter O'Malley, hijo de Walter O'Malley, asumió la presidencia del club. Ya con el sistema de divisiones en las Grandes Ligas, y tras una etapa de sequía de títulos de liga, en 1974 los Dodgers se alzaron con el primer lugar de la División Oeste de la Liga Nacional con 102 victorias, una marca centenaria que no alcanzaban desde 1962. Disputaron el banderín de la liga ante los Pittsburgh Pirates a quienes derrotaron en cinco juegos, pero en la Serie Mundial cayeron ante los Oakland Athletics que conseguían su tercer campeonato de Grandes Ligas consecutivo.
Para 1976, la dirección de Walter Alston llegó a su fin, y fue relevado por Tommy Lasorda. Como había sucedido con Alston, el nuevo mánager alcanzó dos títulos de la liga consecutivos al inicio de su dirección: en 1977 y 1978, pero en ambas se obtuvieron resultados adversos en la Serie Mundial ante los New York Yankees. Por el contrario, fueron varios jugadores los que dejaron su huella en esos años, tales como Steve Garvey, Davey Lopes, Bill Russell, Ron Cey, Dusty Baker y Steve Yeager entre los jugadores del infield y jardineros; y Don Sutton, Claude Osteen, Andy Messersmith, Burt Hooton, Tommy John, y Mike Marshall entre los lanzadores. Además, los Dodgers lograron 910 victorias a lo largo de los años 1970, la segunda mejor marca en su historia en una década, y en dicho periodo nunca ocuparon un puesto por debajo del tercero en su división.

### 1980-1990: La Fernandomanía

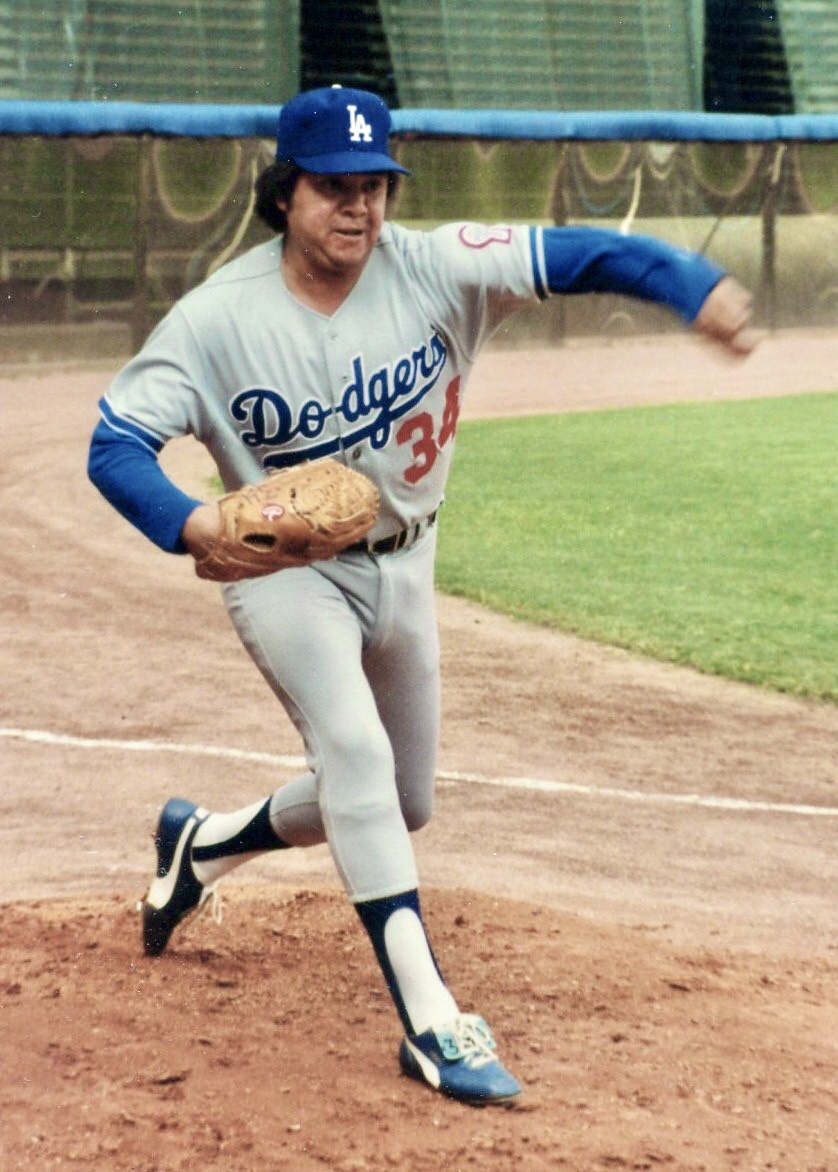
Fernando Valenzuela.

Para 1981, temporada marcada por una huelga de jugadores, los Dodgers llegaron a la serie divisional al ubicarse en primer lugar de la primera mitad de la temporada regular en la División Oeste, y enfrentaron al líder de la misma división en la segunda mitad posterior a la huelga, los Houston Astros, a quienes batieron en cinco juegos. En la serie por el campeonato de la liga se impusieron a los Montreal Expos también en cinco encuentros, por lo que volverían a enfrentar a su rival tradicional en Series Mundiales: los New York Yankees. Cabe agregar que en esta temporada, pese a que ya había debutado el año anterior, despuntó la figura del lanzador mexicano Fernando Valenzuela, quien a sus veinte años se llevó el reconocimiento del premio Cy Young y el de «Novato del año» de la liga; de hecho, el único que lo ha logrado en las Grandes Ligas. Valenzuela fue además el protagonista de la recordada «Fernandomanía» sobre su persona, impulsada por los aficionados angelinos, principalmente los de origen latino, debido a su éxito intempestivo en el terreno de juego.
Precisamente, Valenzuela fue clave para que los Dodgers iniciaran la remontada de dicha Serie Mundial ante los Yankees, ya que habían perdido los primeros dos encuentros. En el tercer partido que tuvo lugar en Los Ángeles, Fernando lanzó un juego completo y contuvo la ofensiva de los neoyorquinos para una victoria de 5-4. A partir de entonces, los Dodgers se adjudicaron los siguientes enfrentamientos para ganar el quinto campeonato de Grandes Ligas.
El «clásico de otoño» volvería a Los Ángeles en 1988, pese a que las predicciones no les favorecían en ese año. Enfrentaron a los Oakland Athletics que contaban entre sus filas a José Canseco, Mark McGwire y Rickey Henderson; pero en el primer juego los angelinos tomaron ventaja a través de la jugada más memorable de esa Serie Mundial, cuando en la parte baja de la novena entrada, y los Dodgers abajo en el marcador 2-3, Kirk Gibson conectó un cuadrangular con Mike Davis en base, ante el lanzador de Oakland Dennis Eckersley. Los Dodgers no volverían a contar con Gibson por lesión, pero tenían a Orel Hershiser en el montículo, quien aportó dos triunfos para ganar la serie en cinco juegos y el sexto campeonato de Grandes Ligas. Otros jugadores destacados de esa década de los años 1980 fueron el segunda base Steve Sax, el receptor Mike Scioscia, el jardinero Pedro Guerrero, y el lanzador Bob Welch.
El año 1990 se celebró el centésimo aniversario de los Dodgers en las Grandes Ligas. Aunque dos años después el equipo acumuló el peor récord de derrotas en la temporada regular con 99 reveses, en 1994 tendrían una buena campaña al mantenerse en el primer lugar de la División Oeste con 3 juegos y medio de ventaja, pero se vio interrumpida por la huelga de jugadores de ese año. Sin embargo, ganaron la división en 1995, pero cayeron derrotados en la Serie Divisional por barrida de tres juegos ante los Cincinnati Reds. En 1996, acabaron a un juego del líder de la división, los San Diego Padres, aunque ganaron el wild card de la Liga Nacional como mejor segundo puesto de la temporada regular; pero nuevamente fueron barridos en tres juegos en la Serie Divisional ante Atlanta Braves. Esta fue la última temporada de Tommy Lasorda como mánager de los Dodgers, quien en 1997 sería ingresado al Salón de la Fama del Béisbol.
Esta década dejó una marca para los Dodgers: cinco de sus jugadores fueron nombrados como «Novato del año» de forma consecutiva. Ellos fueron: Eric Karros (1992), Mike Piazza (1993), Raúl Mondesí (1994), Hideo Nomo (1995) y Todd Hollandsworth (1996). Otros hechos destacados fueron la participación del mismo Nomo como el segundo japonés en participar en las Grandes Ligas; así como el debut del primer surcoreano: el lanzador Chan Ho Park.
El siglo XX cerró para los Dodgers con una marca de 8061 triunfos y 7361 derrotas entre 1900 y 1999, el tercer mejor registro para un equipo de Las Mayores.

### SigloXXI

#### Años 2000
El año 2001 los Dodgers comenzaron a ser dirigidos por el mánager Jim Tracy, y el 2004 la institución pasó a las manos del empresario Frank McCourt. Ese mismo año los angelinos se adjudicaron el primer lugar de la División Oeste, algo que no había sucedido desde 1995. Además, esa temporada establecieron un récord del club de 53 victorias cuando en el marcador se encontraban en desventaja. Sin embargo, en la Serie Divisional cayeron ante los Cardinals en cuatro juegos.
A partir del 2006 el mánager del club fue Graddy Little, y ese mismo año los Dodgers entraron a la postemporada por medio de un wild card, pero sucumbieron ante los New York Mets en la Serie Divisional en tres juegos. Para el 2008 Graddy fue sustituido por Joe Torre quien se mantendría hasta el 2010. Con el exmánager de los Yankees, lograron el primer lugar de la División Oeste en el primer año de su dirección, con gran aporte a la ofensiva de Manny Ramírez; y también lo hicieron en el 2009, pero en ambas ocasiones perdieron en la Serie Divisional ante los Philadelphia Phillies. El 2010 los angelinos terminaron en el cuarto lugar de la división, y al final de la temporada Torre terminó su gestión y cedió su puesto al entrenador de bateadores, Don Mattingly.
Esta década dejó el aporte de destacados como Gary Sheffield, Shawn Green, Paul Lo Duca, Eric Gagne, Adrián Beltré, y Andre Ethier, entre otros.

### 2012-presente: Propiedad de Guggenheim

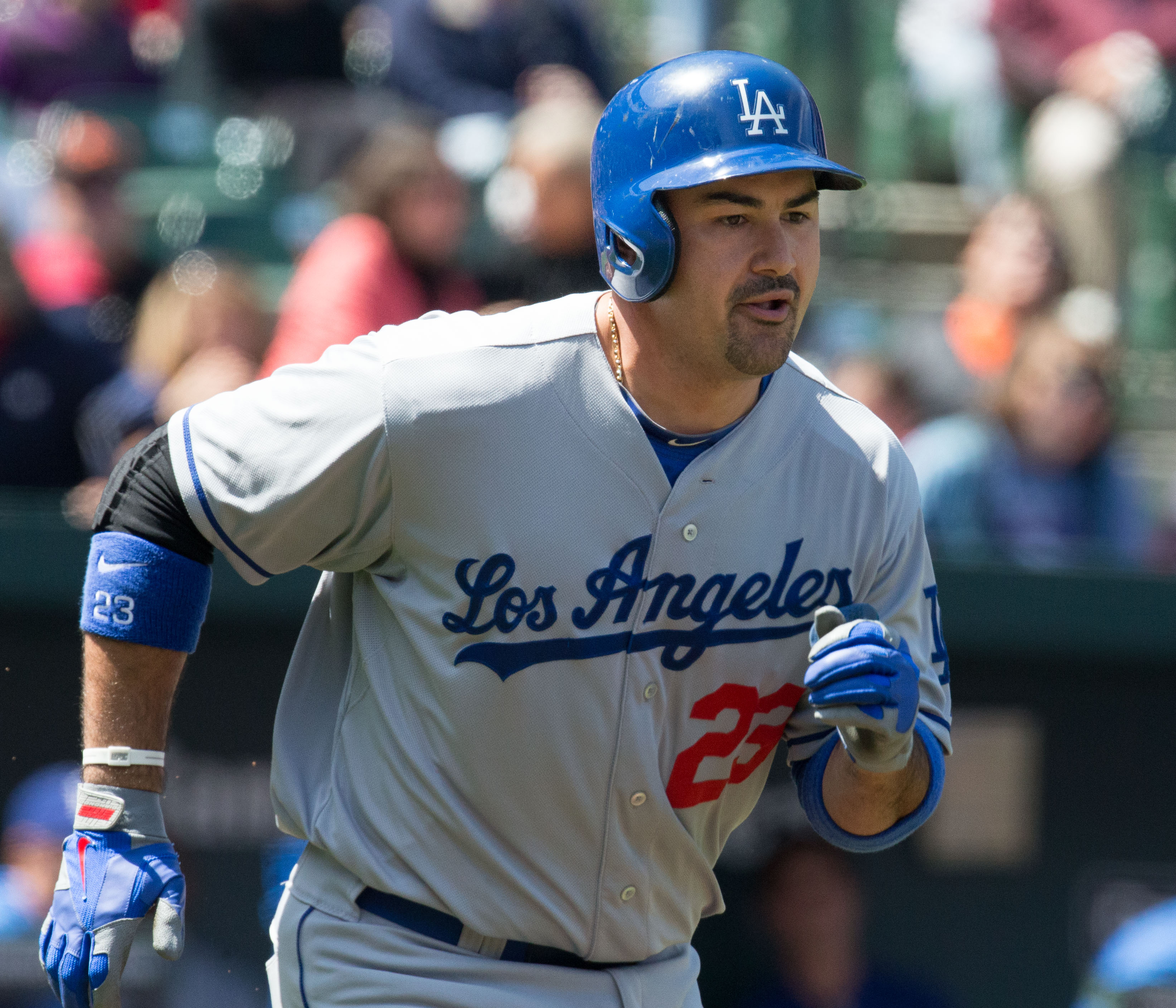
Adrián González.

El año 2013, los Dodgers regresaron a la pos temporada. Sin embargo, nada parecía alentador para el mes de junio cuando se encontraban en el último puesto de la división y con el cargo de Don Mattingly en riesgo. La situación cambió con la recuperación de jugadores lesionados, como el dominicano Hanley Ramírez, y la llegada al club del novato cubano Yasiel Puig por los bateadores, más el aporte de Clayton Kershaw, Zack Greinke y Kenley Jansen en el montículo. Los angelinos terminaron ganando la división con una espectacular marca de 62 triunfos y 28 reveses desde el 22 de junio. Su primer desafío en octubre fue contra los Atlanta Braves a quienes superaron en la Serie Divisional para avanzar a la Serie de Campeonato ante los Cardinals, que se impusieron en seis juegos.
Para el 2014, los angelinos se alzaron con la División Oeste con marca de 94-68, con una gran temporada de su lanzador estelar Clayton Kershaw quien ganó 21 juegos con apenas 3 derrotas; y no menos destacado fue Zack Greinke al aportar 17 triunfos. Por la ofensiva, resaltaron las 116 carreras impulsadas de Adrián González. Ya en pos temporada, los Dodgers sucumbieron en 4 juegos al mejor de 5 ante los Cardinals, por la Serie Divisional.

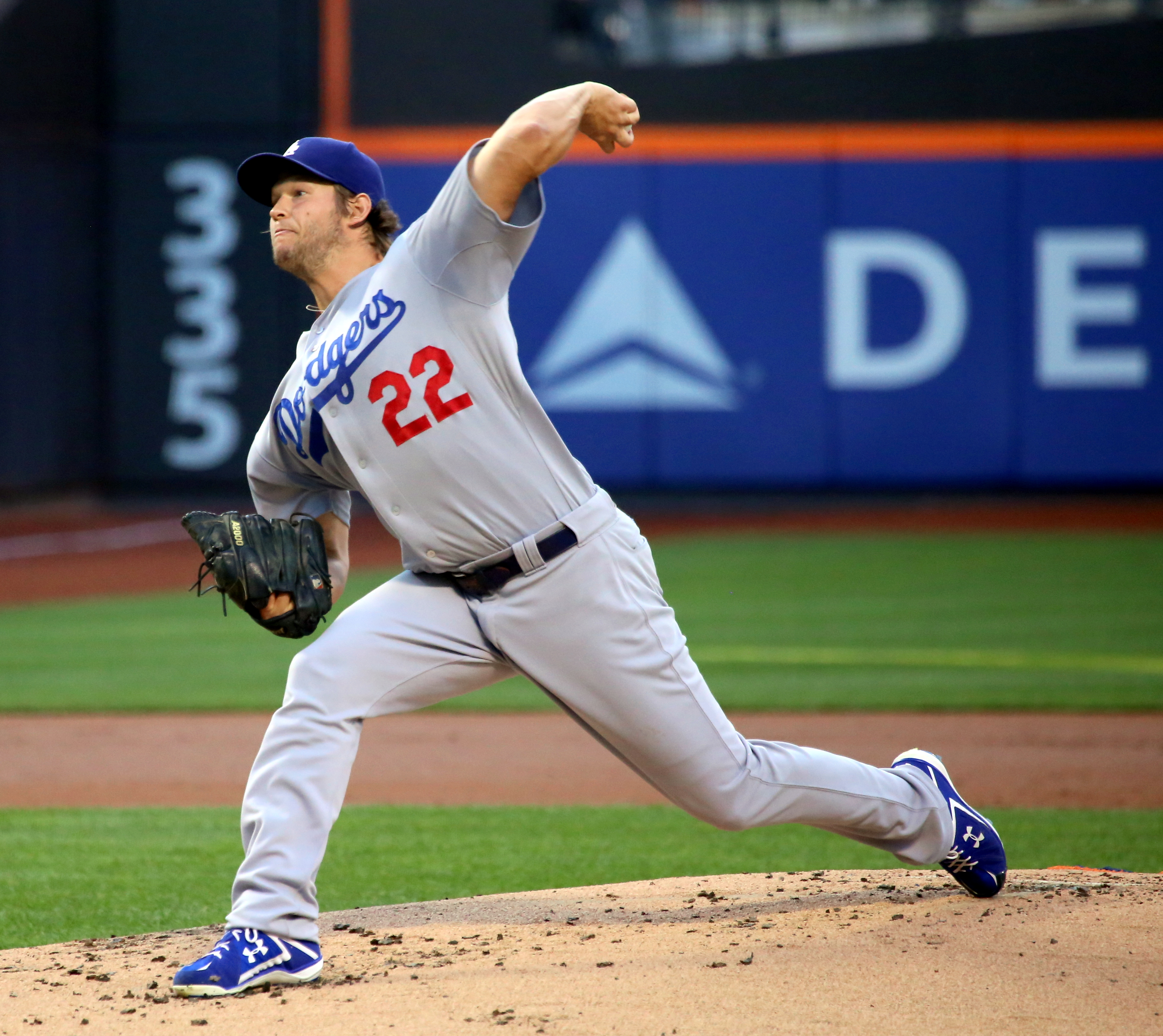
Clayton Kershaw.

El 2015, y por tercera vez consecutiva, los Dodgers llegaron a la postemporada. En la temporada regular nuevamente fue Adrián «Titán» González quien destacó a la ofensiva al aportar 90 carreras impulsadas, 28 cuadrangulares y 76 carreras. Mientras que entre los lanzadores, Zack Greinke y Clayton Kershaw lograron 19 y 16 victorias respectivamente, con el primero como líder en promedio de carreras limpias permitidas (1,66) y el segundo como el mejor en ponches (301) en la liga. Al final el equipo ganó su décimo cuarto título divisional con marca de 92-70. Sin embargo, volvieron a perder la Serie Divisional esta vez ante los New York Mets en cinco juegos.
En la temporada 2016 Dave Roberts asumió como mánager del equipo. A largo del año su dirección se vio entorpecida por el alto número de lesionados que llegó a 28, entre ellos Clayton Kershaw. Con todo, llevó al equipo a su cuarto título divisional consecutivo con marca de 91-71, y tuvo entre sus jugadores destacados al novato Corey Seager a la ofensiva, mientras que Kenley Jansen se adjudicó 47 juegos salvados. En pos-temporada los Dodgers superaron a Washington Nationals por la serie divisional en cinco juegos y enfrentaron a Chicago Cubs por la Serie de Campeonato ante los que cayeron en seis juegos (2-4). Un hecho destacado en esta temporada fue el retiro del narrador Vin Scully, voz oficial del equipo en las transmisiones en idioma inglés, tras 67 años de trabajo consecutivo con los Dodgers. En cuanto a lo deportivo, Julio Urías se convirtió en el lanzador más joven en abrir un juego de pos temporada en la historia de las Mayores con 20 años y 68 días, mientras que la Liga Nacional reconoció a Dave Roberts como «manager del año» y a Corey Seager como el mejor novato de la temporada.
La temporada regular 2017 de los Dodgers fue la mejor desde su traslado a Los Ángeles. El equipo logró la marca de 104 triunfos, más que ningún otro equipo de Las Mayores, y entre junio y julio alcanzó un total de 41 victorias y 10 derrotas, únicamente por una racha negativa de 16 derrotas en 17 juegos entre agosto y septiembre. Pese a todo, se alzaron con su quinto título divisional consecutivo. Entre sus jugadores descolló el novato Cody Bellinger quien bateó 39 cuadrangulares, nuevo récord para un recién llegado a la Liga Nacional. El mejor entre los bateadores fue Justin Turner con ,322 de promedio de bateo, aparte de Yasiel Puig con 28 vuelacercas; mientras que por los lanzadores, Clayton Kershaw sumó 18 triunfos, y no menos determinantes fueron Alex Wood (16), Kenta Maeda (13), Rich Hill (12), y Kenley Jansen con 41 juegos salvados. Por otra parte, en esta temporada se sumaron al roster, entre otros, el lanzador Yu Darvish y el jardinero Curtis Granderson.
En pos temporada, los Dodgers ganaron la Serie Divisional a los Arizona D-Backs (3-0), y por la Serie de Campeonato superaron a los Chicago Cubs en cinco juegos (4-1), por lo que lograron su vigésimo segundo título de Liga Nacional (el décimo desde su traslado a Los Ángeles), lo que significó además que después de 29 años retornaran a la Serie Mundial frente a Houston Astros. Dicho «clásico de otoño» se alargó a siete juegos en los que los angelinos no lograron coronar su exitosa temporada regular. A nivel individual, Cody Bellinger resultó elegido como el novato del año de la Liga Nacional, siendo, por tanto, el segundo consecutivo para la institución en la década.
En la temporada 2018 hubo refuerzos notables, entre ellos el retorno de Matt Kemp, quien aportó 82 carreras impulsadas, Max Muncy (33 cuadrangulares) y Manny Machado (13 cuadrangulares y 41 carreras impulsadas desde su llegada). El equipo estuvo en medio de una apretada lucha por el primer puesto de la división que involucró a los Arizona D-Backs y los Colorado Rockies. De hecho, fue al cierre del calendario, el 29 de septiembre, que aseguraron su presencia en pos temporada.
El 30 de septiembre, último día de la temporada regular, los angelinos acabaron con un récord de 91-71 empatados en el primer puesto de la división con los Rockies, con quienes decidirán a juego único el liderato de la división, para el ganador, o la condición de comodín para el perdedor, lo que implicaría otro juego único para clasificar al cuadro final por el banderín de la liga. Dicho encuentro lo ganaron con el marcador de 5-2 por lo que se adjudicaron su 17° título de la División Oeste y el sexto consecutivo. Por la Serie Divisional se enfrentaron a los Atlanta Braves, a los que derrotaron en cuatro juegos, por lo que el banderín de la liga lo disputaron ante los Milwaukee Brewers, serie de la que salieron victoriosos en siete juegos, lo que les brindó su 23.er título de liga, para participar en su segunda Serie Mundial consecutiva y buscar el título ganado precisamente treinta años atrás, fueron derrotados por los Boston Red Sox en cinco juegos.
En la temporada 2019, los Dodgers ganan su séptimo título de la división oeste de la Liga Nacional con marca de 106 ganados y 56 perdidos. Se enfrentaron a los Washington Nationals en la serie divisional y fueron eliminados en cinco juegos. Cody Bellinger gana su primer premio Jugador Más Valioso.
Durante la temporada 2020, los Dodgers adquirieron al lanzador zurdo David Price y el jardinero derecho Mookie Betts de los Boston Red Sox por el jardinero derecho Alex Verdugo. Debido a la pandemia de COVID-19 en Estados Unidos se jugó una temporada de 60 juegos, siendo la más corta en la historia de las Grandes Ligas. Originalmente estaba programada para iniciar el 26 de marzo, pero se demoró hasta el 23 de julio. Los Dodgers jugaron 30 juegos de local y 30 de visitante con 40 juegos enfrentando a los cuatro equipos de la División Oeste de la Liga Nacional y 20 juegos contra equipos de la División Oeste de la Liga Americana. Terminaron la temporada regular con marca de 43 ganados y 17 perdidos siendo el mejor récord de la temporada, ganando su octavo título de la División Oeste de la Liga Nacional en forma consecutiva. En pos temporada derrotaron a los Milwaukee Brewers en la ronda de comodín 2 juegos a 0, pasando a la serie divisional donde barrieron 3 juegos a 0 a los Padres de San Diego; en la serie de campeonato contra los Bravos de Atlanta, ganaron la serie 4 juegos a 3 en un agónico juego 7 donde ganaron 4-3 gracias a un home run en solitario de Cody Bellinger en la parte baja de la séptima entrada para poner el juego 4 carreras a 3 y así ganar su vigésimo campeonato de la Liga Nacional y la clasificación a su tercera Serie Mundial en las últimas 5 temporadas. Se enfrentaron a los Tampa Bay Rays donde ganaron el campeonato en 6 partidos después de derrotar 3-1 a los Rays de Tampa Bay para adjudicarse su séptima Serie Mundial después de 32 años de sequía.
La temporada 2021, los Dodgers terminan en el segundo lugar de la División Oeste de la Liga Nacional con marca de 106 ganados y 56 perdidos, un juego detrás de los San Francisco Giants. Los Dodgers jugaron y juego de comodín contra los St. Louis Cardinals como local y ganan el partido para después enfrentarse a los Giants en la serie divisional de la Liga Nacional donde ganan la serie tres juegos a dos y por último se enfrentan a los Atlanta Braves en la Serie de Campeonato de la Liga Nacional donde pierden la serie cuatro juegos a dos. 
Antes de inicio de la temporada 2022, el parador en corto Corey Seager firma contrato con los Texas Rangers (10 temporadas), el lanzador Kenley Jansen firma con los Atlanta Braves (1 temporada) y canjean al jugador de cuadro Matt Beaty a los San Diego Padres y al jardinero AJ Pollock a los Chicago White Sox por el lanzador Craig Kimbrel.

## Estadio

### Antiguos terrenos de juego
- Washington Park (I) (1884-1890)
- Ridgewood Park (1886-1889)
- Eastern Park (1891-1897)
- Washington Park (II) (1898-1912)
- Ebbets Field (1913-1957)
- Roosevelt Stadium (1956-1957)
- Los Angeles Memorial Coliseum (1958-1961)

### Dodger Stadium
Los Dodgers juegan en el Dodger Stadium desde 1962. Está ubicado en el barrio de Elysian Park y tiene capacidad para 56.000 espectadores. La construcción del estadio, cuyo coste fue de 23 millones de dólares, empezó en septiembre de 1959 y concluyó en abril de 1962. Esto hace del Dodger Stadium el tercer recinto más antiguo de las Grandes Ligas, únicamente superado por el Fenway Park (1912) y el Wrigley Field (1914).

## Jugadores

### Equipo actual
- Actualizado el 24 de Octubre de 2024.[53]

| Lista de jugadores activos | Lista de jugadores activos | Lista de jugadores activos | Lista de jugadores activos | Lista de jugadores lesionados | Lista de jugadores lesionados | Entrenadores/otros |
| --- | -------------------------- | --- | -------------------------- | --- | ----------------------------- | --- |
| Lanzadores - 43 Anthony Banda - 57 Ryan Brasier - 40 Brent Honeywell - 41 Daniel Hudson - 45 Michael Kopech - 59 Evan Phillips - 49 Blake Treinen - 21 Walker Buehler - 78 Ben Casparius - 60 Edgardo Henriquez - 96 Landon Knack - 18 Yoshinobu Yamamoto - 21 Walker Buehler - 0 Jack Flaherty - 79 Nick Frasso - 48 Brusdar Graterol - 29 Michael Grove - 63 Kyle Hurt - 99 Joe Kelly - 22 Clayton Kershaw - 62 Zach Logue - 85 Bobby Miller - 51 Alex Vesia - 70 Justin Wrobleski |                            | Receptores (catchers) - 15 Austin Barnes - 16 Will Smith Cuadro interior (Infielders) - 5 Freddie Freeman - 9 Gavin Lux - 8 Enrique Hernández - 13 Max Muncy - 50 Mookie Betts - 13 Max Muncy - 11 Miguel Rojas Jardineros (Outfielders) - 25 Tommy Edman - 93 Kevin Kiermaier - 44 Andy Pages - 37 Teoscar Hernandez - 3 Chris Taylor - 33 James Outman Bateador designado - 17 Shohei Ohtani |                            | Lanzadores - 75 Connor Brogdon - 31 Tyler Glasnow - 26 Tony Gonsolin - 77 River Ryan - 85 Dustin May - 35 Gavin Stone - 80 Emmet Sheehan Cuadro interior |                               | Mánager - 30 Dave Roberts Entrenadores (Coaches) - 0 Danny Lehmann (Banquillo/cuadro exterior) - 65 Aaron Bates Instructor de bateo) - 72 Robert Van Scoyoc (Instructor Bateo) - 99 Mark Prior (Instructor de Lanzadores) - 86 Clayton McCullough (Instructor de Primera Base) - 91 Dino Ebel (Instructor de Tercera Base) - 54 Josh Bard (Instructor del Bullpen) - 88 Bob Geren (Planificación de juego /Instructor de cácheres) |

### Números retirados
Los siguientes números en el dorsal de la camisola de los Dodgers han sido retirados en homenaje a sus portadores:

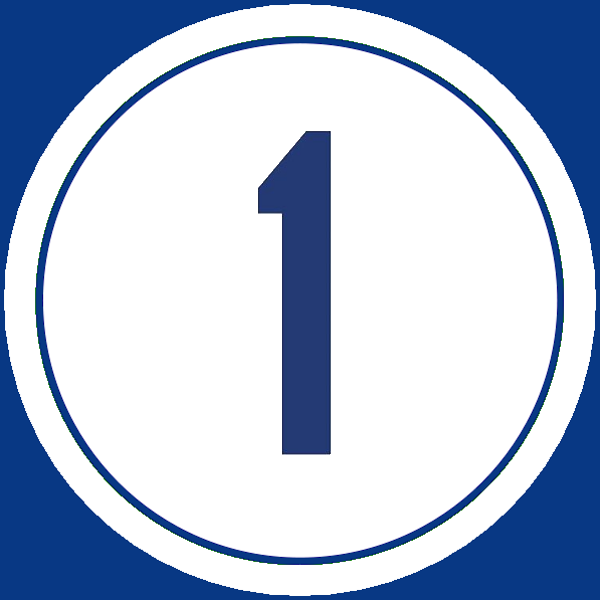
Pee Wee Reese (SS y entrenador). Retirado el 1 de julio de 1984.
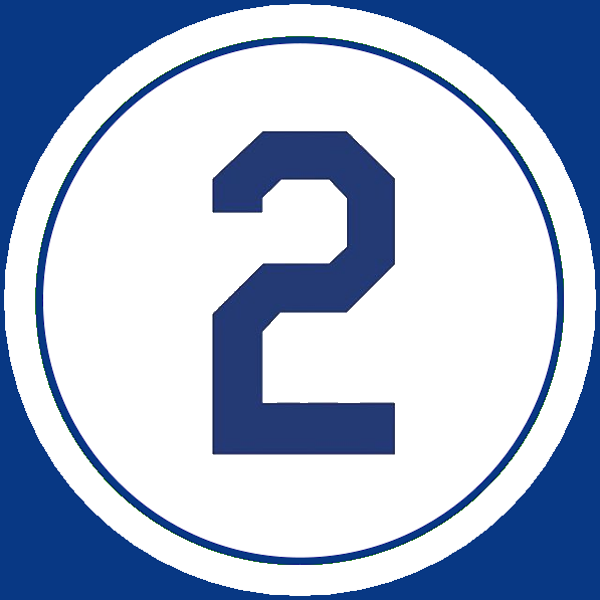
Tommy Lasorda (P y mánager). Retirado el 15 de agosto de 1997.
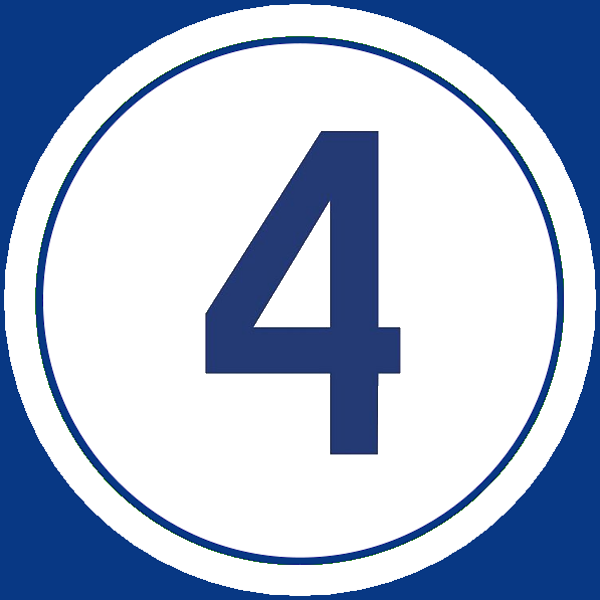
Duke Snider (CF). Retirado el 6 de julio de 1980.
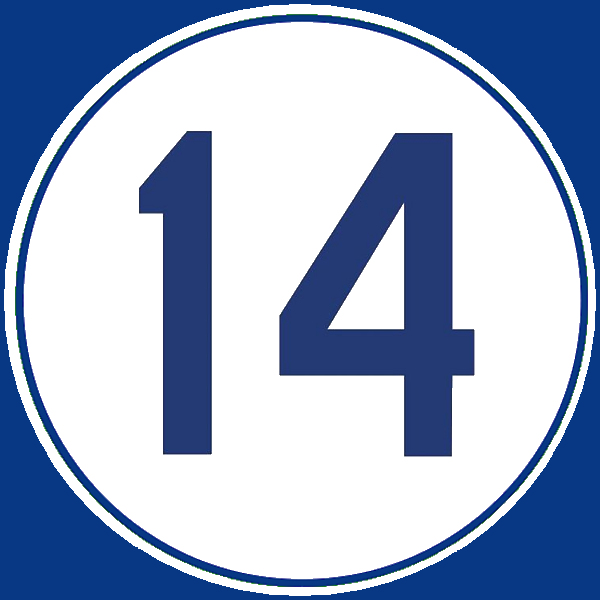
Gil Hodges (1B). Retirado el 4 de junio de 2022.
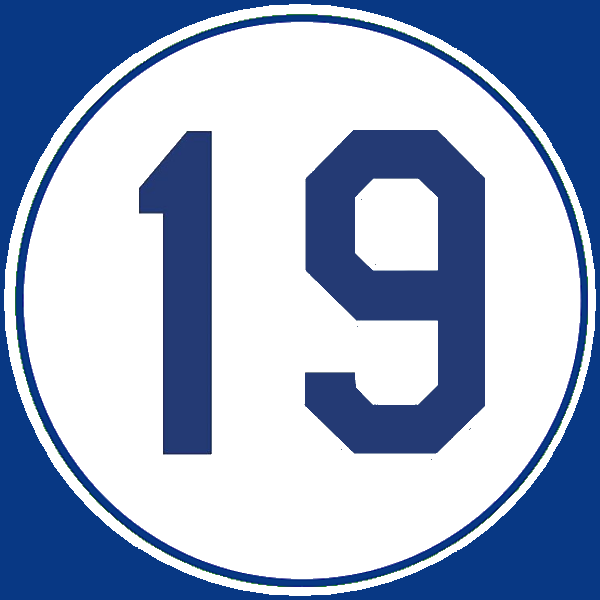
Jim Gilliam (2B y 3B). Retirado el 10 de octubre de 1978.
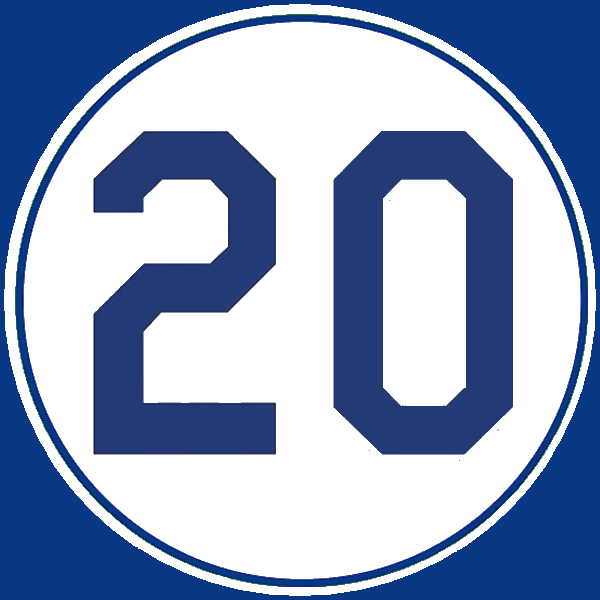
Don Sutton (P). Retirado el 14 de agosto de 1998.
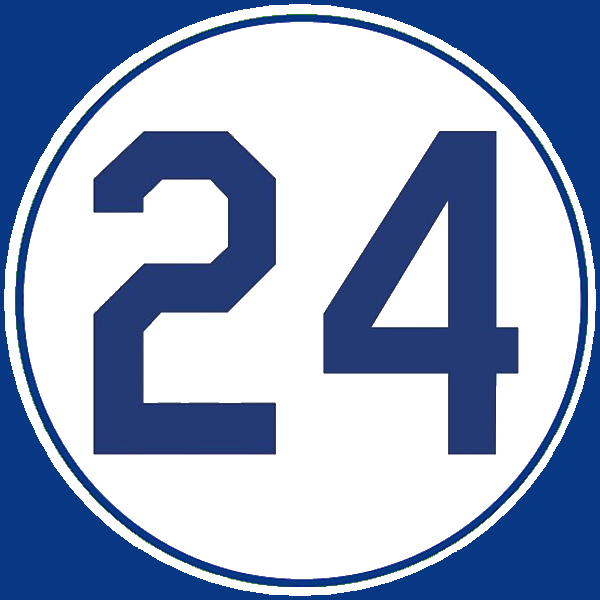
Walter Alston (Mánager). Retirado el 5 de junio de 1977.
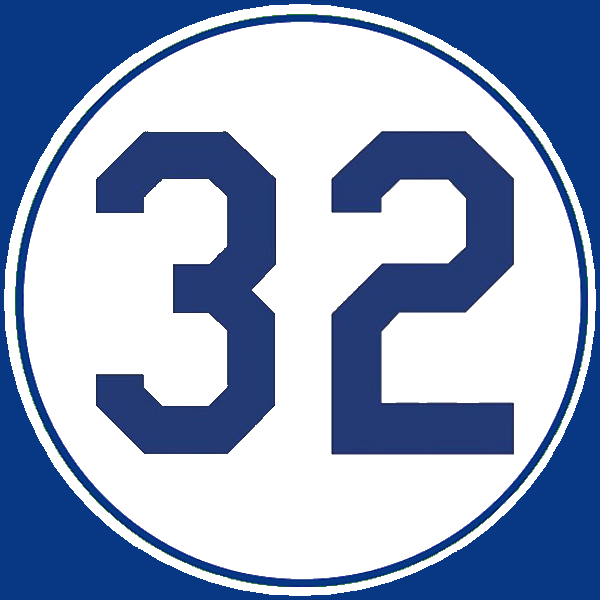
Sandy Koufax (P). Retirado el 4 de junio de 1972.
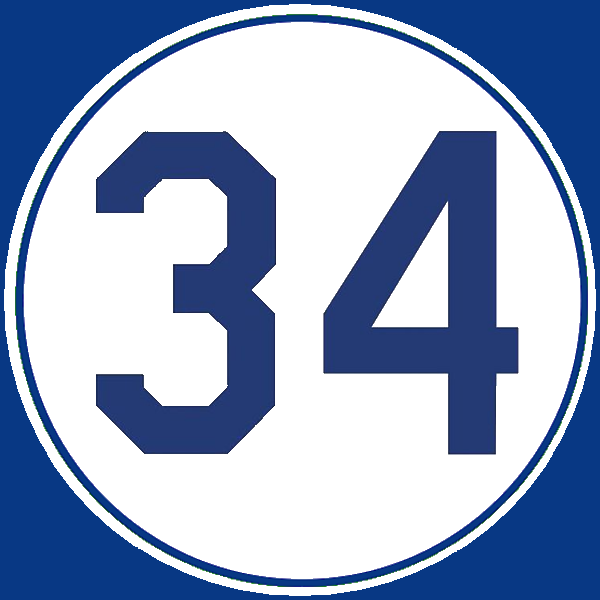
Fernando Valenzuela (P). Retirado en 2023
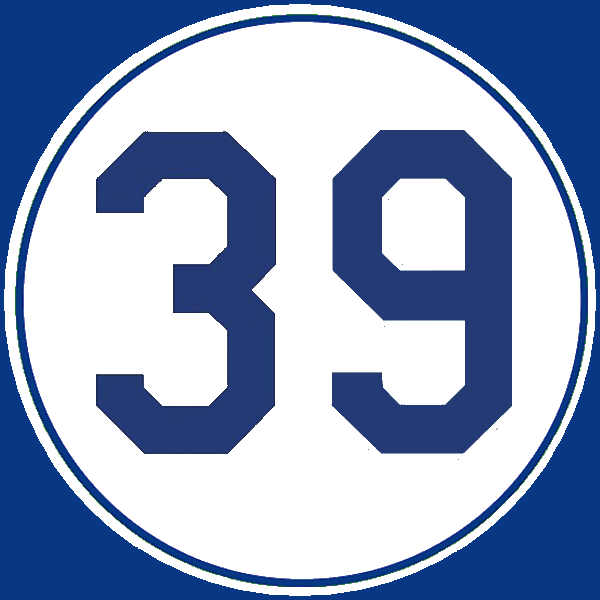
Roy Campanella (C). Retirado el 4 de junio de 1972.
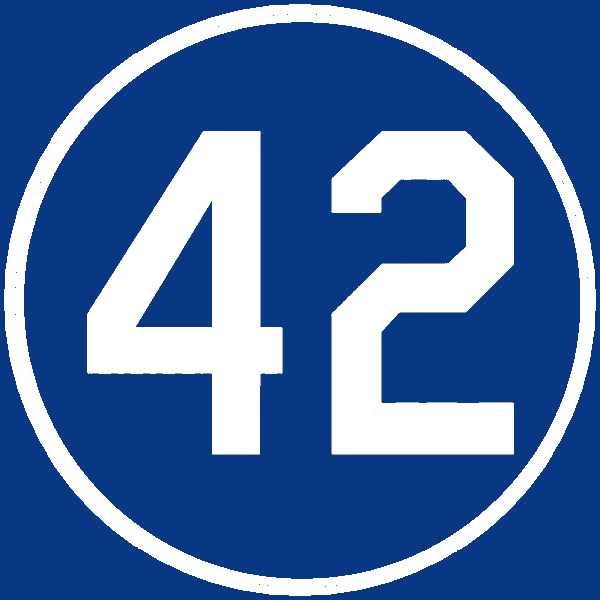
Jackie Robinson (2B). Retirado el 4 de junio de 1972.
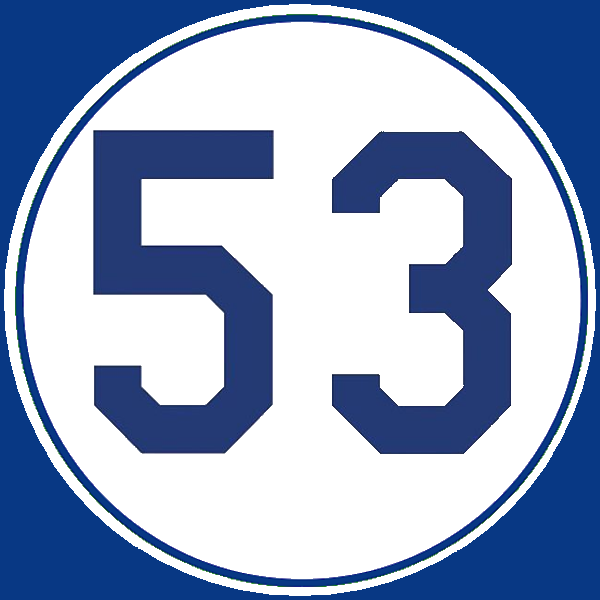
Don Drysdale (P). Retirado el 1 de julio de 1984.
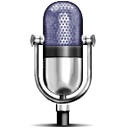
Vin Scully (Comentarista). Honorado el 3 de mayo de 2017.
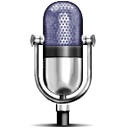
Jaime Jarrín (Comentarista). Honorado el 21 de septiembre de 2018.

### Miembros del Salón de la Fama del Béisbol
A continuación la lista de personalidades que han sido parte de la organización de los Dodgers y forman del Salón de la Fama del Béisbol.
| Dave Bancroft          | 1928/29             | 1971 |
| Dan Brouthers          | 1892/93             | 1945 |
| Jim Bunning            | 1969                | 1996 |
| Roy Campanella         | 1948/57             | 1969 |
| Max Carey (*)          | 1926/29             | 1961 |
| Gary Carter            | 1991                | 2003 |
| Kiki Cuyler            | 1938                | 1968 |
| on Drysdale            | 1956/69             | 1984 |
| Leo Durocher (*)       | 1938/41, 1943, 1945 | 1994 |
| Burleigh Grimes        | 1918/26             | 1964 |
| Billy Herman (**)      | 1941/43, 1946       | 1975 |
| Waite Hoyt             | 1932, 1937/38       | 969  |
| Hughie Jennings        | 1899/1900, 1903     | 1945 |
| Willie Keeler          | 1893, 1899/1902     | 1975 |
| Joe Kelley             | 1899/1901           | 1971 |
| George Kelly           | 1932                | 1973 |
| Sandy Koufax           | 1955/66             | 1972 |
| Tony Lazzeri           | 1939                | 1991 |
| Fred Lindstrom         | 1936                | 1976 |
| Ernie Lombardi         | 1931                | 1986 |
| Al López               | 1928, 1930/35       | 1977 |
| Heinie Manush          | 1937/38             | 1964 |
| Rabbit Maranville      | 1926                | 1954 |
| Juan Marichal          | 1975                | 1983 |
| Rube Marquard          | 1915/20             | 1971 |
| Thomas McCarthy        | 1896                | 1946 |
| Joe McGinnity          | 1900                | 1946 |
| Joe Medwick            | 1940/43, 1946       | 1968 |
| Eddie Murray           | 1989/91, 1997       | 2003 |
| Mike Piazza            | 1992/98             | 2016 |
| Pee Wee Reese          | 1940/42, 1946/58    | 1984 |
| Frank Robinson         | 1972                | 1982 |
| Jackie Robinson        | 1947/56             | 1962 |
| Duke Snider            | 1947/62             | 1980 |
| Casey Stengel (*)      | 1912/17             | 1966 |
| Don Suttton            | 1966/80, 1988       | 1998 |
| Dazzy Vance            | 1922/32, 1935       | 1955 |
| Arky Vaugham           | 1942/43, 1947/48    | 1985 |
| Lloyd Waner            | 1944                | 1967 |
| Paul Waner             | 1941, 1943/44       | 1952 |
| John M. Ward (*)       | 1891/92             | 1964 |
| Zack Wheat             | 1909/26             | 1959 |
| Hoyt Wilhelm           | 1971/72             | 1985 |
| Hack Wilson            | 1932/34             | 1979 |
| Mánager, coach, scout  |                     |      |
| Walter Alston          | 1954/76             | 1983 |
| Ned Hanlon             | 1899/1905           | 1996 |
| Tommy Lasorda          | 1977/96             | 1997 |
| Ted Lyons              | 1954                | 1955 |
| Wilbert Robinson (***) | 1914/31             | 1945 |
| Babe Ruth              | 1938                | 1936 |
| George Sisler          | 1943, 1946/50       | 1939 |
| Ejecutivos             |                     |      |
| Walter O'Malley        | 1950/79             | 2008 |
| Larry McPhail          | 1938/42             | 1978 |
| Branch Rickey          | 1942/50             | 1967 |
| Comunicadores          |                     |      |
| Red Barber             | 1939/53             | 1978 |
| Ernie Harwell          | 1948/49             | 1981 |
| Jaime Jarrin           | 1959-presente       | 1998 |
| Vin Scully             | 1950 - 2016         | 1982 |
| Joe Davis              | 2016-presente       |      |

(*) Fungió también como mánager.

(**) Fungió también como entrenador del equipo.

(***) Fungió también como presidente de la institución.

## Afición
El año 2007, la franquicia de los Dodgers alcanzó la histórica marca de 175 millones de asistentes a sus juegos de pelota, lo que significó el mayor número en la historia entre todos los equipos de las Grandes Ligas y de cualquier otro deporte. De hecho, el Dodger Stadium fue el primer parque de béisbol con más de tres millones de asistentes en una temporada en Las Mayores, cifra alcanzada en 1978 con 3 347 845 espectadores.
Es uno de los equipos más caros de las grandes ligas.

## Rivalidades

### San Francisco Giants
En el año 1958 tanto los Dodgers como los Giants se traslada a California provenientes de la Ciudad de Nueva York. Los Dodgers llegan a Los Ángeles y los Giants a San Francisco. En el año 1961, Candlestick Park fue inaugurado y el siguiente año 1962, Dodger Stadium fue inaugurado. Desde entonces, ambos equipos fueron los primeros clubes en jugar sus primeros juegos en California. Los Giants ahora juegan en Oracle Park, que fue inaugurado en el año 2000 y reciben a los Dodgers en su primer juego de la temporada regular. Los Dodgers han estado en la rivalidad con los Giants desde su tiempo en la Ciudad de Nueva York.

### New York Yankees
Los Dodgers se enfrentaron a los New York Yankees en la Serie Mundial de 1941 por primera vez, cuando estuvieron en Brooklyn y pierden. Seis años más tarde, se enfrentan otra vez a los Yankees con el debut de Jackie Robinson en el Clásico de Otoño y también pierden la Serie Mundial. También se enfrentaron en las Series Mundiales de 1949, 1952 y 1953 con triunfos de los Yankees, en 1955 los Dodgers ganan su primer título de la Serie Mundial en la historia de la franquicia en Brooklyn y al siguiente año, 1956, pierden la Serie Mundial gracias al Juego Perfecto de lanzador Don Larsen. Como equipo de Los Ángeles, los Dodgers se enfrentan a los Yankees y barren la serie en cuatro juegos gracias a la presencia del lanzador Sandy Koufax. Los años 1977 y 1978 los Yankees vencen a los Dodgers en forma consecutiva con la presencia de jardinero derecho Reggie Jackson, que pegó tres jonrones en un juego (sexto juego de Clásico de Otoño en 1977) y tres años más tarde, en 1981, se enfrentan otra vez en la Serie Mundial cuando los Dodgers derrotan a los Yankees en seis juegos. Tres jugadores de los Dodgers, Dusty Baker, Ron Cey y Pedro Guerrero, se llevan el Jugador más Valioso. El lanzador zurdo Fernando Valenzuela (Dodgers) se lleva el Premio Novato del Año de la Liga Nacional, mientras que el lanzador zurdo Dave Righetti (Yankees) se lleva el premio Novato del Año de la Liga Americana. El primer juego de la temporada regular entre los Dodgers y los Yankees se realizó el 18 de junio del año 2004 en Dodger Stadium como juego interliga. En junio del año 2013, los Dodgers visitan la actual casa de los Yankees para una serie de interliga de dos juegos más dos juegos en Dodger Stadium en julio del mismo año. En septiembre del año 2016, los Dodgers visitan a los Yankees y en agosto del año 2019, los Dodgers reciben a los Yankees. En el año 2024 logran vencer en el quinto juego de la serie mundial a los Yankees, en Brooklyn, Nueva York.

### Los Angeles Angels
Los Dodgers se enfrentaron a los Angels en la primera serie de la Autopista pretemporada en el año 1968 y se enfrentan durante la última semana de la pretemporada excepto en el año 2000, 2008 y 2020. El primer enfrentamiento de la temporada regular se realizó en junio del año 1997 en Dodger Stadium y en julio de mismo año en Angel Stadium. Varios exjugadores jugaron tanto con los Dodgers y también los Angels incluyen, los receptores Joe Ferguson y Jack Fimple, los lanzadores Geoff Zahn, Don Sutton, Ismael Valdes y Fernando Valenzuela, el primera base Eddie Murray y los jardineros Frank Robinson, Shea Hillenbrand, Steve Finley y Rickey Henderson. En la postemporada, los Dodgers y los Angels ganan sus respectivas divisiones en los años 2004, 2008, 2009 y 2014.

## Afiliaciones
| Nivel      | Equipo                  | Liga                    | Localización                        |
| ---------- | ----------------------- | ----------------------- | ----------------------------------- |
| AAA        | Oklahoma City Dodgers   | Pacific Coast League    | Oklahoma City, Oklahoma             |
| AA         | Tulsa Drillers          | Texas League            | Tulsa, Oklahoma                     |
| Advanced A | Rancho Cucamonga Quakes | California League       | Rancho Cucamonga, California        |
| A          | Great Lakes Loons       | Midwest League          | Midland, Míchigan                   |
| Rookie     | Ogden Raptors           | Pioneer League          | Ogden, Utah                         |
| Rookie     | AZL Dodgers 1           | Arizona League          | Phoenix, Arizona                    |
| Rookie     | AZL Dodgers 2           | Arizona League          | Phoenix, Arizona                    |
| Rookie     | DSL Dodgers Bautista    | Dominican Summer League | Santo Domingo, República Dominicana |
| Rookie     | DSL Dodgers Shoemaker   | Dominican Summer League | Santo Domingo, República Dominicana |

## Palmarés
- Serie Mundial (8): 1955, 1959, 1963, 1965, 1981, 1988, 2020, 2024.
- Subcampeón Serie Mundial (14): 1916, 1920, 1941, 1947, 1949, 1952, 1953, 1956, 1966, 1974, 1977, 1978, 2017, 2018.
- World's Championship Series (1): 1890.
- Liga Nacional (25): 1890, 1899, 1900, 1916, 1920, 1941, 1947, 1949, 1952, 1953, 1955, 1956, 1959, 1963, 1965, 1966, 1974, 1977, 1978, 1981, 1988, 2017, 2018, 2020, 2024.
- American Association (1): 1889.
- Chronicle-Telegraph Cup (1): 1900.
- División Oeste NL (22): 1974, 1977, 1978, 1981, 1983, 1985, 1988, 1995, 2004, 2008, 2009, 2013, 2014, 2015, 2016, 2017, 2018, 2019, 2020, 2022, 2023, 2024.